# John Fane (1775-1850)
John Fane (9 juillet 1775-4 octobre 1850), de Wormsley Watlington, Oxfordshire, est un homme politique conservateur britannique.

## Biographie
Membre de la famille Fane dirigée par le comte de Westmorland, Fane est le fils de John Fane, de Wormsley, Oxfordshire, et de Lady Elizabeth, fille de Thomas Parker (3e comte de Macclesfield).
Il succède à son père en tant que député de l'Oxfordshire en 1824, siège qu'il occupe jusqu'en 1831. Il est également haut shérif de l'Oxfordshire en 1835.
Anti-catholique, il soutient généralement la ligne conservatrice.
Il épouse Elizabeth, fille de William Lowndes-Stone-Norton, en 1802. Ils ont plusieurs enfants, dont son héritier John Fane. Il meurt en octobre 1860. Sa femme lui survit cinq ans et meurt en novembre 1865.